# تمريض الطوارئ

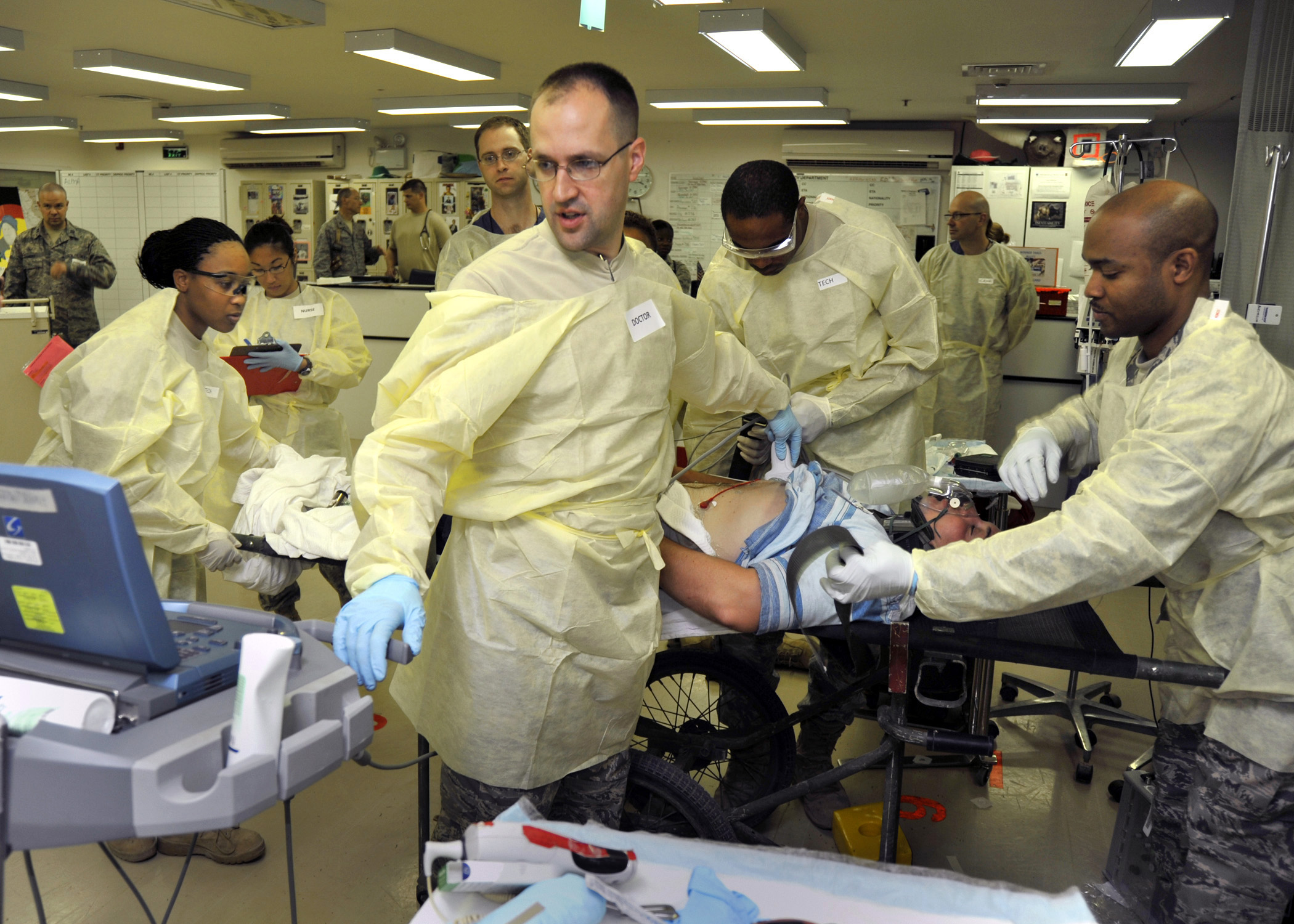

تمريض الطوارئ هو تخصص في مجال التمريض يقوم على رعاية المرضى الذين يعانون من حالات طارئة أي أولئك الذين يحتاجون إلى عناية طبية فورية ومباشرة لتجنب العجز على المدى الطويل أو الوفاة.

## أماكن العمل
1. أقسام الطوارئ بالمستشفيات.
2. مراكز الرعاية العاجلة.
3. الساحات الرياضية.
4. طائرات الهليكوبتر للنقل الطبي.
5. سيارات الإسعاف.

## دور ممرض الطوارئ
1. معالجة حالات الطوارئ الفعلية.
2. يعتنون بالأشخاص غير القادرين على الحصول على الرعاية الطبية الأولية في مكان آخر.
3. العديد من الحالات التي تتضمن النوبات القلبية والسكتات الدماغية وحوادث السيارات،
4. الذين يعانون من شرب الكحول الحاد و / أو التسمم بالمخدرات وتعاطي جرعات زائدة من المخدرات
5. المشاكل النفسية والسلوكية.

## خصائص ممرض الطوارئ
1. يجب أن يكون بارع في العمل مع المرضى من مختلف الثقافات والأديان والأعمار وأنواع الإعاقة.
2. يجب أن يكون لديه معرفة عملية جيدة بالعديد من القضايا القانونية التي تؤثر على الرعاية الصحية مثل أخذ الموافقة والتعامل مع الأدلة والإبلاغ الإلزامي عن إساءة معاملة الأطفال وكبار السن والحالات النفسية غير الطوعية.
3. يجب أن يكون لديهم معرفة كاملة من علم التشريح وعلم وظائف الأعضاء وعلم الأدوية وعلم النفس.
4. يجب أن يكون قادر على التواصل بشكل فعال مع المرضى وأسرهم.

## الفرز وتصنيف الحالات
يتم عادة تعيين ممرض طوارئ متخصص لفرز المرضى عند وصولهم إلى قسم الطوارئ لذا يجب أن يكون ماهرا في الفحص البدني السريع والدقيق والكشف المبكر عن الظروف التي تهدد الحياة وقد يقوم ممرضو الطوارئ بإجراء بعض الاختبارات وإعطاء الأدوية عن طريق اتباع «إرشادات الممارسة التعاونية» أو «الأوامر الدائمة» التي يحددها أطباء الطوارئ في المستشفى.

## شهادة المجلس في التمريض في حالات الطوارئ
ممرض الطوارئ المعتمد (CEN) ®:
 يتم منح التعيين للممرض المسجل (RN)الذي أثبت خبرته في حالات الطوارئ من قبل مجلس شهادة التمريض في حالات الطوارئ (BCEN) عن طريق اجتياز امتحان يديره الكمبيوتر.
امتحان الحصول على الشهادة أصبح متاحا في يوليو 1980 وقد تم اعتماده من قبل ABSNC في فبراير 2002 واعيد اعتماده في عامي 2007 و 2012 تعد الشهادة صالحة لمدة أربع سنوات ويمكن تجديدهاإما عن طريق
اجتياز فحص آخر أو من خلال استكمال 100 وحدة تعليم مستمر في التخصص ("continuing education unit "CEUs) أو من خلال استكمال 150 سؤال على الإنترنت «امتحان الكتاب المفتوح».
اعتبارا من عام 2015' عينت BCEN أكثر من 30,500 CENsالنشطة في الولايات المتحدة وكندا. امتحان CEN لديه 175 سؤالا. وتستخدم 150 لأغراض الاختبار (25 هي أسئلة العينة). درجة النجاح هي 70٪ والمرشح لديه ثلاث
ساعات لاجتياز الامتحان. يدار الاختبار دوليا في مراكز اختبار person Vue .

## ممرضة الطوارئ المعتمدة للأطفال
(بالإنجليزية: CPEN) certified pediatric emergency nurse))‏ يتم تعيين الممرض المسجل الذي أثبت خبرته في التمريض في حالات الطوارئ للأطفال عن طريق اجتياز امتحان يدار بواسطة الحاسوب ويكون مشترك بين كلا من مجلس شهادة التمريض في حالات الطوارئ (BCEN) ومجلس شهادة التمريض للأطفال (PNCB).
امتحان الشهادة كان متاحا لأول مرة في 21 يناير 2009 وتم اعتماده من قبل ABSNC في مايو 2015 وتعد هذه الشهادة صالحة لمدة أربع سنوات ويمكن تجديدها إما عن طريق اجتياز فحص آخر أو من خلال استكمال 100 ساعة
من التعليم المستمر في التخصص أو من خلال استكمال 1000 ساعة من الممارسة السريرية و40 ساعة من الاتصال في التخصص
يحتوي امتحان CPEN على 175 سؤالا.

اعتبارا من عام 2015، BCEN وPNCB قامت بتعين أكثر من 3,900 ممرض طوارئ معتمد للاطفال
```
امتحان CPEN لديه 175 سؤال؛ تستخدم 150 لأغراض الاختبار (25 هي أسئلة العينة) درجة النجاح فيه هي 87٪ والممرض المرشح لديه ثلاث ساعات لاجتياز الامتحان ويدار الاختبار في مراكز اختبار AMP دوليا.
```

## ممرض الطوارئ الممارس
(بالإنجليزية: Emergency Nurse practitioner "ENP")‏، في المملكة المتحدة يقوم ممرض متخصص بالتقييم والتشخيص والتحقيق ومعالجة مجموعة واسعة من الحوادث والإصابات الشائعة حيث يعمل هذا الممرض بشكل مستقل دون الإشارة إلى الطاقم الطبي.
حيث أنه يعالج مجموعة واسعة من المشاكل العضلية الهيكلية ومشاكل الجلد وبعض الأمراض البسيطة ويتم تدريبه على مهارات التمريض المتقدمة.
الممرض المتخصص يقوم بأداء دور الممارسين في مجال الرعاية الطارئة ويعمل بشكل عام في بيئة ما قبل المستشفى التي تعالج مجموعة واسعة من المشاكل الطبية أو الطارئة حيث أن وظيفته الأساسية هي تقييم وتشخيص وعلاج المريض في المنزل في حالة الطوارئ.

## في الولايات المتحدة الأمريكية
تقوم الممرضة المتقدمة بتقييم وتشخيص ومعالجة مجموعة متنوعة من الأمراض الشائعة والإصابات وعمليات المرض في حالات الرعاية الطارئة. يتم تدريب ENPs في العناية التمريضية المتقدمة والمهارات الطبية مثل تفسير الأشعة السينية، فحص العين بمصباح الشق "ophthalmic slit" وخياطة الجروح والتخدير الإقليمي والمحلي وشق الخراج وتصرف القيح وتقنيات مجرى الهواء المتقدمة والحد من الكسور والصب والتجبير.

## في أستراليا
الممرضون الأستراليين الممارسين يقومون باتباع المبادئ التوجيهية للممارسة السريرية التي وضعتها (Victoria emergency nurse practitioner collaborative (VENPC الذين دعموا تطوير VENPC وهذا يشمل الحضور إلى إصابات الرأس الصغيرة والحروق والجروح المفتوحة وآلام المفاصل (الهيموفيليا) والتعرض للدم والسوائل والنزيف واشتباه التهاب المسالك البولية وآلام البطن والتهاب النسيج الخلوي وأكثر من ذلك.

## تحديات التمريض في حالات الطوارئ
1-الممرضون في حالات الطوارئ لديهم مهام صعبة ولا يمكن التنبؤ بها حيث انهم في مثل هذه الحالات بحاجة إلى معرفة أساسية في معظم المناطق المتخصصة كأماكن الادوات.
2-العمل تحت الضغط.
3-التواصل بشكل فعال مع العديد من أنواع المرضى.
4-التعاون مع مجموعة متنوعة من مقدمي الرعاية الصحية.
5-تحديد أولويات المهام التي يجب القيام بها.
قسم الطوارئ الأسترالي 
يعالج أكثر من 7 ملايين مريض كل عام ويقضي الممرضون الكثير من وقتهم على أقدامهم واستعداد للتغيرات غير المتوقعة في ظروف المرضى وكذلك التدفق المفاجئ من المرضى إلى قسم الطوارئ.

## مضاعفات العمل في قسم الطوارئ
1- الاستنزاف الجسدي والعقلي لكثير من الممرضين
2- التعرض لمواقف صادمة مثل النزيف الشديد وتمزق الأوعية وحتى الموت نتيجة للتعرض للضرب.
3- العنف هو التحدي المتزايد لكثير من الممرضين في قسم الطوارئ وكثيرا ما يتلقى الممرضون في حالات الطوارئ الإساءات البدنية واللفظية من المرضى والزوار.

## روابط خارجية
- Emergency Nurses Association
- Board of Certification of Emergency Nursing